# Districte de Meerut
El districte de Meerut (també Merath) és una divisió administrativa d'Uttar Pradesh, Índia, amb capital a Meerut. La superfície és de 3.911 km² i la població d'1.167.399 habitants o 2564 km² i 3.001.636 habitants.

## Administració

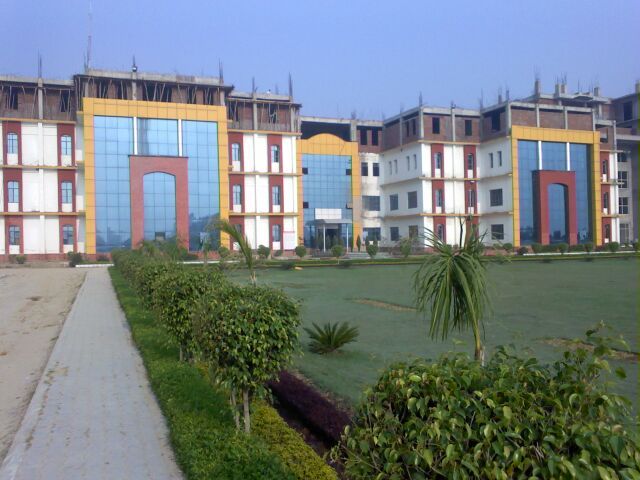
Imatge del campus de la universitat VIT

Administrativament està format per tres tehsils, 12 blocs (blocks) de desenvolupament, 1 ciutat i 676 pobles. Els tehsils són:
- Meerut
- Mawana
- Sardhana

I els blocs:
- Saroorpur Khurd
- Machhara
- Sardhana
- Rohto
- Daurala
- Jani Khurd
- Mawana Kalan
- Meerut
- Hastinapur
- Rajpura
- Parikshitgarh
- Kharkhauda

## Història
La tradició connecta al districte amb la raça lunar dels indis; un llogaret del Ganges marcaria el lloc d'Hastinapur, la capitals dels kauraves i pandaves que fou destruïda per una crescuda del riu.
Un pilar d'Asoka (meitat del segle iii aC) avui a Delhi però suposadament trobat prop de Meerut, i alguns restes budistes a la vora de la mesquita Jama Masjid, són els únics rastres existents del període budista.
Al segle xi la part sud-oest del districte fou dominada per Har Dat, el raja dor de Baran o Bulandshahr, que fou derrotat per Mahmud de Gazni el 1018, mentre segons la tradició el nord del districte el tenien el tagues (taga) que foren expulsats cap al sud i est pels jats. Els meos foren cridats en ajut pels gahlots i van expulsar els dors.
La invasió gaznèvida fou efímera però el 1192 el general gúrida Qutb-ad-Din Àybak va atacar Meerut i la va ocupar destruint tots els temples hindús que van esdevenir mesquites. La zona va donar poc per a parlar en els següents anys, fins a la invasió de Tamerlà el 1398. Meerut va patir l'atac del conqueridor i va resistir amb obstinació; a Loni els rajputs van cremar les seves cases amb les seves famílies abans de rendir-se i van morir lluitant; després de conquerida la ciutat, Tamerlà va fer matar tots els presoners hindús que segons ell foren uns cent mil; llavors va anar a saquejar Delhi i va retornar a Meerut, on en la seva absència havia agafat el poder un cap afganès de nom Ilyas. La ciutat fou conquerida per segona vegada i tots els mascles trobats van ser executats i les cases dels hindús arrasades; l'exèrcit timúrida va seguir llavors cap al nord seguint els dos rius, ocupant cada fortalesa, ciutat i poble pels que passava.
Sota Akbar es van crear 16 mahals dins de dos sirkars o sarkars (Delhi i Saharanpur) a la suba de Delhi. A la mort d'Aurangzeb el 1707, caps locals, nominalment dependents de l'emperador, van governar la zona: els sayyids de Muzaffarnagar al nord; els jats al sud-est; els gujars a la vora del Ganges i sud-oest. Del 1707 al 1775 va ser escenari de lluites i saquejos; un aventurer militar europeu, Walter Reinhardt àlies Sombre, després d'una matança a Patna el 1763, es va establir a Sardhana i va dominar la regió i a la seva mort el 1778 va deixar el domini a la seva vídua coneguda com Begum Sumru (Sumru derivaria de Sombre) que era d'ascendència àrab i antiga ballarina i que s'havia convertit al catolicisme quan es va casar amb Reinhardt; la part sud del districte va romandre en condicions anàrquiques amb els marathes recaptant primer i després dominant directament por obra dels Sindhia. Llavors, sota domini maratha, va formar part de la divisió de Baoni o Saharanpur amb 52 parganes, administració que es va mantenir fins al 1803.
En aquest any, per tractat, Daulat Rao Sindhia van cedir als britànics les seves possessions entre el Ganges i el Yamuna i el territori així adquirit fou repartit en els districtes d'Etawah, Aligarh i Moradabad; en aquest darrer hi havia Saharanpur, Muzaffanargar, Hapur i Meerut. La begum Sumru que havia donat suport actiu a Sindhia, es va sotmetre també als britànics als que va romandre lleial fins a la seva mort el 1836.
El 1804 el Doab superior fou separat del districte de Moradabad per formar el nou districte de Saharanpur, limitat pel Ganges a l'est i el Yamuna a l'oest, les muntanyes de Srinagar al nord i el districte d'Aligarh al sud. Inicialment les parganes de Baghpat, Sarnawa, Loni, Chhaprauli, Dasana, Jalalabad i Dadri depenien del resident de Delhi, però després (1806) foren agregades a Saharanpur com a subdivisió, amb un col·lector resident a Meerut mentre el nord del districte depenia del col·lector de Saharanpur. El districte de Meerut es va formar el 1818 amb la subdivisió del sud de Saharanpur i les parganes de Dankaur Kasna Adha, Tilbegampur, Sikandarabad, Baran, Malagarh, Agauta i Ahar-Malakpur del districte d'Aligarh. Així va restar fins a 1824 quan aquestes parganes procedents d'Aligarh, més les de Thana Farida i Dadri, foren transferides al nou districte de Bulandshahr, i les parganes de Khatauli, Soron, Lalukheri, Jansath, Shamli, Baghpat i Jauli al nou districte de Muzaffarnagar. Fins al 1824 els tehsils eren: Meerut, Pariksjitgarh, Khatauli, Kandhla, Dasna, Hapur i Sikandarabad. Després de 1824 el districte va quedar amb les mesures modernes encara que hi va haver modificacions en els límits i diversos canvis interns entre 1835 i 1859. Tots aquest temps va formar part de les Províncies del Nord-oest o Província d'Agra.
El 1835 la nissaga de l'estat de Bala Bai feudatari de Gwalior es va extingir i per lapse va passar als britànics que el van agregar al districte; llavors el districte va quedar amb els tehsils de Meerut, Hastinapur, Kandhla, Baghpat, Dasna, Hapur, i Puth-Siyana; el 1836 els britànics van adquirir per lapse les terres de la Begum Samru de Sardhana i les parganes de Barnawa, Kotana i Sardhana, foren incloses al districte, cadascuna formant un tehsil separat fins al 1840; el 1842 les parganes de Shikarpur, Sambhlera, Bhuma, Kandhla i Budhana foren transferides a Muzaffarnagar, i van quedar els tehsils de Meerut, Sardhana, Baraut, Baghpat, Hapur i Dasna; el 1853 un grup de 110 pobles de la pargana de Loni i 14 de la de Dasna, foren transferits a Delhi; 15 pobles foren transferits a Muzaffarnagar que en va cedir 7 a canvi.
El 1857 van començar a circular rumors entre les topes natives que s'introduirien un nous cartutxos amb grassa d'animal sagrat. L'abril un suboficial de nom Brijmohan va informar als seus companys que ell ja havia utilitzat aquestos nous cartutxos i que aviat serien d'ús general; pocs dies després la casa de Brijmohan fou cremada i posteriorment hi va haver altres incendis. El 9 de maig alguns homes del 3r de cavalleria de Bengala que refusaven utilitzar els cartutxos foren condemnat a deu anys de presó; l'endemà 10 de maig (diumenge) els seus companys es van amotinar i a les cinc de la tarda va començar la massacra d'europeus a la ciutat. No obstant els campaments militars van restar en mans dels britànics i progressivament el districte fou netejat de rebels; la ciutat de Meerut fou més d'una vegada atacada per Walidad Khan, el cap rebel de Malagarh al districte de Bulandshahr però mai va aconseguir ocupar-la; un atac procedent de Rohilkhand, el més perillós, fou també rebutjat.
L'organització del districte va culminar finalment el 1859: la pargana de Loni fou restaurada a Meerut amb 130 pobles (dels quals 104 eren dels que havien estat cedits i 26 venien de Delhi); el maig de 1859 es van reorganitzar els tehsils dels que van quedar sis: Meerut, Sardhana, Baghpat, Muradnagar, Hapur, i Mawana; dins el mateix any la capital del tahsil de Muradnagar va passar a Ghaziabad. El 1901 el districte va quedar dins les Províncies Unides d'Agra i Oudh. El districte tenia una superfície de 6.097 km². Els rius principals eren el Jumna i Ganges i els seguia el Hindan i el Burhganga; els Chhoiya i Abu Nala eren rierols. El districte tenia 27 ciutats i 1-494 pobles. Els successius cens van donar aquesta població:
- 1872: 1.276.167
- 1881: 1.313.137
- 1891: 1.391.458
- 1901: 1.540.175

Administrativament romanien el sis districtes. Les municipalitats eren les de Meerut, Hapur, Sardhana, Ghaziabad, 
i Mawana, i les àrees notificades eren Baraut, Baghpat, Pilkhua i Shahdara. La població era en un 74% hindus, un 23% musulmans, un 1% jainistes, 0,8% cristians, i 0,5% aryes. El tahsil de Meerut tenia una superfície de 943 km² i una població de 342.143 habitants el 1901.
Els pobles a la vora del pont del ferrocarril al Yamuna foren traspassats a la província de Delhi l'1 d'abril de 1915, amb una superfície de 119 km². Aquest mateix any el tehsil de Muradnagar fou rebatejat Ghaziabad. El 1976 els tehsils de Ghaziabad i Hapur foren segregats i van formar el districte de Ghaziabad. El 1998 es va segregar el districte de Baghpat (abans tehsil de Baghpat). Els altres tres tehsils van romandre com a districte de Meerut.

## Llocs interessants
- Connectats amb el Mahabharata: Hastinapur, Baghpat, Garhmuktesar, Parichhatgarh, Puth i Barnawa
- Mesquita construïda per Balban a Garhmuktesar
- Edificis musulmans (mogols) a Meerut